# Vilém Antonín Landfras
Vilém Antonín Landfras (19. května 1830, Jindřichův Hradec – 1. června 1902, tamtéž) byl český knihtiskař, nakladatel a překladatel z němčiny.

## Život
Vilém Antonín Landfras byl synem knihtiskaře, nakladatele, jindřichohradeckého starosty a překladatele Aloise Landfrase. Vyučil se v pražské tiskárně synů Bohumila Haase st. V roce 1858 převzal podnik svého otce, který mu však v podnikání až do své smrti roku 1875 pomáhal a podnik nesl jméno A. J. Landfras a syn později A. Landfras a syn. Navázal spolupráci s příbramským nakladatelem Eugenem Petersonem. Tiskárna tiskla především výroční zprávy, stanovy, učebnice a místní periodika jako například časopis Ohlas od Nežárky. V 80. letech 19. století Landfrasova firma zažila značný úbytek zakázek a následnou krizi. Zakázky začaly opět přibývat roku 1899, kdy byla firma u příležitosti nedávných oslav 100. výročí založení jakožto jedna z nejdéle fungujících v Čechách poctěna titulem „c. a k. dvorní knihtiskárna“. Vilém Antonín Landfras zemřel 1. června 1902 a rodinný podnik po něm převzal jeho syn Vilém Bohumil Landfras.